# 新胜威篮球俱乐部
新胜威篮球俱乐部曾经是中国全国男子篮球联赛（NBL）的一只参赛球队，成立于2007年，在参加了一个赛季比赛后，于2008年底退出NBL联赛。
2006年9月新胜威篮球俱乐部（深圳）有限公司成立，由李宁有限公司董事局主席李宁先生投资成立。2007年4月组建成年队。
2008年，球队第一年参加NBL联赛，取得决赛第7名。年底，俱乐部宣布解散一线队。2009年12月25日，深圳新胜威正式宣布解散。